# جزيرة أونروست
جزيرة أونروست وهي جزيرة من جزر إندونيسيا، تتبع بولاو سيريبو في إقليم جاكارتا.